# Zelotes gertschi
Espèce
Zelotes gertschi est une espèce d'araignées aranéomorphes de la famille des Gnaphosidae.

## Distribution
Cette espèce se rencontre aux États-Unis au Colorado, en Oklahoma, au Texas et en Arizona et au Mexique dans l'État de Colima,,.

## Description
Les mâles mesurent 4,83 mm en moyenne et les femelles 4,87 mm.

## Étymologie
Cette espèce est nommée en l'honneur de Willis John Gertsch.

## Publication originale
- Platnick & Shadab, 1983 : A revision of the American spiders of the genus Zelotes (Araneae, Gnaphosidae). Bulletin of the American Museum of Natural History, no 174, p. 97-192 (texte intégral).